# Diocesi di Acque Sirensi
La diocesi di Acque Sirensi (in latino: Dioecesis Aquaesirensis) è una sede soppressa e sede titolare della Chiesa cattolica.

## Storia
Acque Sirensi, identificabile con le rovine di Hamman-Bou-Hanifia, nei pressi di Bou Hanifia nell'odierna Algeria, è un'antica sede episcopale della provincia romana della Mauritania Cesariense.
Sono due i vescovi documentati di questa antica diocesi africana. Onorato partecipò, per parte donatista, alla conferenza di Cartagine del 411, che vide riuniti assieme i vescovi cattolici e donatisti dell'Africa; in quell'occasione la sede non aveva un vescovo cattolico. Fu probabilmente il vescovo di Acque Sirensi che intervenne, nel corso della conferenza, per contraddire il vescovo cattolico di Quiza, Prisco, il quale affermava che in quella sede il vescovo donatista si era convertito al cattolicesimo; secondo Onorato invece, il vescovo donatista di Quiza era morto durante le persecuzioni contro i donatisti. Il nome di Onorato compare nell'epitaffio della sorella Robba, venerata come martire dai donatisti, morta anch'essa per mano dei cattolici il 25 marzo 434 a Ala Miliaria.
Il secondo vescovo noto di Acque Sirensi è Felice, il cui nome appare al 66º posto nella lista dei vescovi della Mauritania Cesariense convocati a Cartagine dal re vandalo Unerico nel 484; Felice, come tutti gli altri vescovi cattolici africani, fu condannato all'esilio.
Dal 1933 Acque Sirensi è annoverata tra le sedi vescovili titolari della Chiesa cattolica; la sede è vacante dal 27 maggio 2021.

## Cronotassi

### Vescovi residenti
- Onorato † (prima del 411 - dopo il 434) (vescovo donatista)

- Felice † (menzionato nel 484)

### Vescovi titolari
- Paul Verschuren, S.C.I. † (21 aprile 1964 - 29 giugno 1967 succeduto vescovo di Helsinki)
- Edward Henryk Materski † (29 ottobre 1968 - 6 marzo 1981 nominato vescovo di Sandomierz)
- Augustus Peters † (6 aprile 1981 - 3 maggio 1986 deceduto)
- Heinrich Janssen † (4 luglio 1986 - 27 maggio 2021 deceduto)